# Arhopala karnyi
Arhopala karnyi är en fjärilsart som beskrevs av Corbet 1941. Arhopala karnyi ingår i släktet Arhopala och familjen juvelvingar. Inga underarter finns listade i Catalogue of Life.